# Saint-Pierre-en-Port

Saint-Pierre-en-Port este o comună în departamentul Seine-Maritime, Franța. În 1 ianuarie 2022 avea o populație de 833 de locuitori.